# کویبلا، آنگولا
کویبلا (به انگلیسی: Quibala (Kibala)) شهری در استان کوانزای جنوبی واقع در کشور آنگولا است که در سال ۲۰۰۹ میلادی ۴٬۴۰۶ نفر جمعیت داشته است.